# إبراهيم بوجلاوي الفاخري

## إبراهيم بوجلاوي الفاخري
ينتمي الشاعر إبراهيم بوجلاوي لقبيلة الفواخر. هذه القبيلة التي تزخر بالشعراء الكبار بشهادة أغلب المهتمين بالشعر الشعبي وقد قال : عنهم الشاعر محمد الهاروج حمودة :
وهذا ليس ببعيد عن الحقيقة الأدبية.
يعد بوجلاوي من الشعراء المطبوعين الذين يقولون شعرهم بعفوية وفي جميع المناسبات دون عناء أو مشقة ، كما أن شعره كله في مستوى واحد. وهو مستوى جيد. وله قصائد قالها في كبره تعد من الطرائف على المستوى الموضوعي ، وعلى المستوى الشكلي. مثل قصيدته التي يناجي فيها ابنة صديقه الصغيرة ، ويتحدث معها قائلاً :
وله غيرها أيضًا شعر على هذا الموال.
على أن أهم ما قاله بوجلاوي هو ما قاله عن الإبل ، حيث قال إحدى أفضل القصائد في وصف الإبل ويقول في بدايتها :
شايلينك وانتي اللي شياله :: الدنيا قديمه كل يوم ابحاله
```
وهو في هذا المجال يعد في مستوى قدامى الشعراء الذين وصفوا الإبل أمثال 
عبد المطلب الجماعي
 
وخالد رميلة
 وغيرهم. والحقيقة إن حديثه عنها يدل على حبه إياها ومعايشته لها. 
```

كما أن شعره يعد وثيقة في هذا المجال تؤرخ للإبل وتنوه بها في انحياز قل نظيره ، إنه ليدافع عنها دفاعًا مستميتًا ولو كان مثقفًا لكون جمعية للرفق بها وحمايتها.
والحقيقة إنه يجب المحافظة على الإبل ورعايتها والاعتناء بها لأنها الحيوان الذي يتعايش مع بيئتنا وظروفنا المناخية والاقتصادية فليس من قبيل الترف كلام (بوجلاوي) عنها. ولكنه الحقيقة بعينها.
ومن أشهر قصائده أيضا :
جينا علي دار عيت امعتوق : بضيقة اخلوق : حدر دمع لنظار جر الحلوق
والقصيدة التي يخاطب فيها عبد السلام الحر الدرسي :
يا بوالحر قريني :: بادن أيامي في الغلا عزيني :: اسوال النبي
وله قصائد كثيرة في الغزل والمدح ووصف الإبل والفخر